# Sint-Lambertuskerk (Kerkrade)
De Sint-Lambertuskerk is een kerkgebouw in Kerkrade in de Nederlandse provincie Limburg. De kerk staat aan de westzijde van het centrum aan het Kerkplein. De kerk is gewijd aan Sint-Lambertus. Op zo'n 175 meter ten noordoosten staat op de Markt een Heilig Hartbeeld.

## Geschiedenis
De eerste vermelding van een kerk in Kerkrade dateert uit omstreeks 1080. In 1108 werd hier een kerk geconsacreerd door prins-bisschop Otbert van Luik, een dag na de inwijding van de crypte van de Abdij Rolduc. De abdij was oorspronkelijk een dubbelklooster, dat openstond voor zowel mannen als vrouwen, maar dat leverde al snel problemen op. Getracht werd het probleem op te lossen door de vrouwen te huisvesten nabij de dorpskerk van Kerkrade, maar ook dat werd niet door iedereen geapprecieerd. Uiteindelijk werden vanuit Rolduc nieuwe vrouwenkloosters gesticht te Marienthal in het Ahrdal (1137-1794), in Scharn bij Maastricht (1145-1246) en ten slotte de abdij van Sinnich in het Voerdal (1243-1796).
Vanaf de 12e eeuw waren de priesters van de Sint-Lambertuskerk afkomstig van Rolduc. Ferdinand Werner Gelch was in 1825 de laatste.
In 1702 verkeerde de kerk in verwaarloosde staat en werden er reparaties uitgevoerd. Een nieuwbouwplan van de Akense bouwmeester Laurenz Mefferdatis uit 1721 werd niet uitgevoerd. In 1763 was de westtoren bouwvallig en werd deze vervangen door een nieuwe aan de oostzijde.
In 1842 werd het schip afgebroken en vervangen door een nieuw. Het ontwerp in eenvoudige neoclassicistische stijl ('waterstaatsstijl') was van provinciaal architect Lambert Jaminé.
In 1956 werd de kerk in westelijke richting uitgebreid, kreeg een zuidelijke zijbeuk en werd de toren verhoogd om de proporties evenwichtig te houden. Architect van deze uitbreiding was Frits Peutz.
Sinds 1967 is het kerkgebouw een rijksmonument. Sinds begin 21e eeuw wordt er samengewerkt met de Sint-Catharinaparochie in Kerkrade-Holz.

## Gebouw

### Exterieur
Het georiënteerde kerkgebouw bestaat uit een oosttoren met drie geledingen en hol gebogen ingesnoerde naaldspits, een schip met negen traveeën en een koor. De toren heeft aan iedere zijde twee rondboogvormige galmgaten met galmborden. De zijbeuken zijn voorzien van rondboogvensters en worden gedekt door een lessenaarsdak. Het hogere middenschip wordt gedekt door een zadeldak.

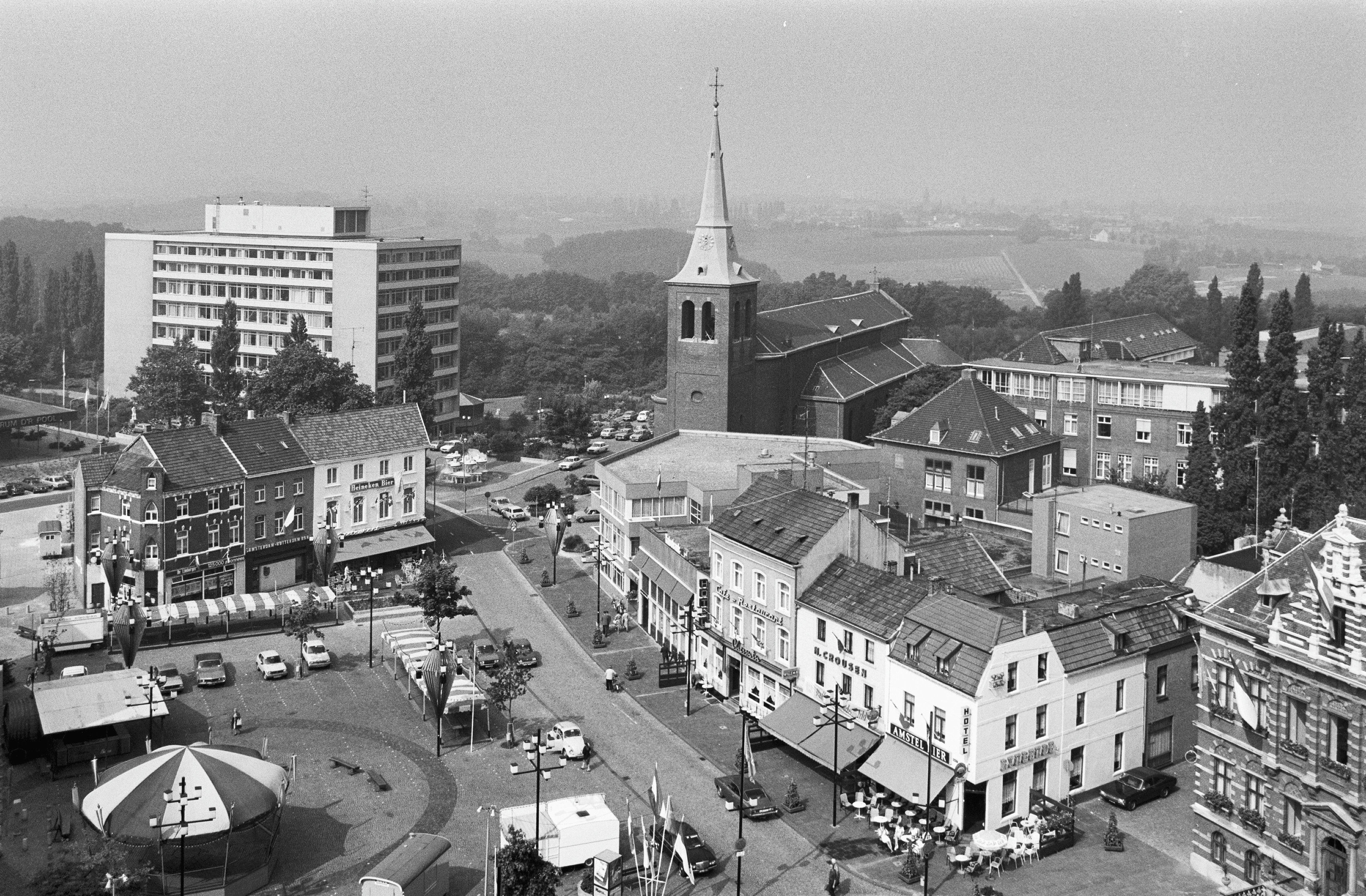
Ligging in het centrum
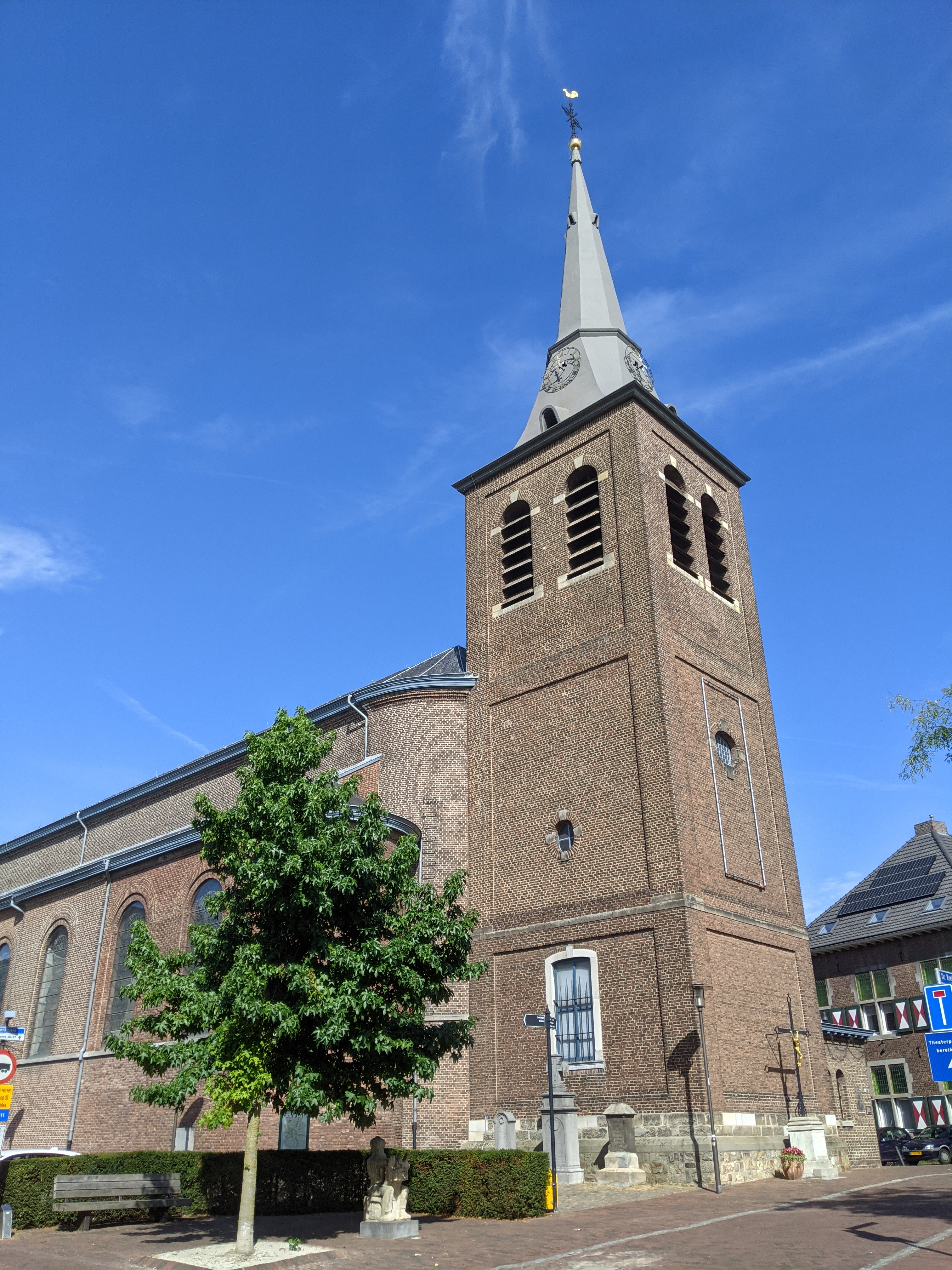
Kerktoren
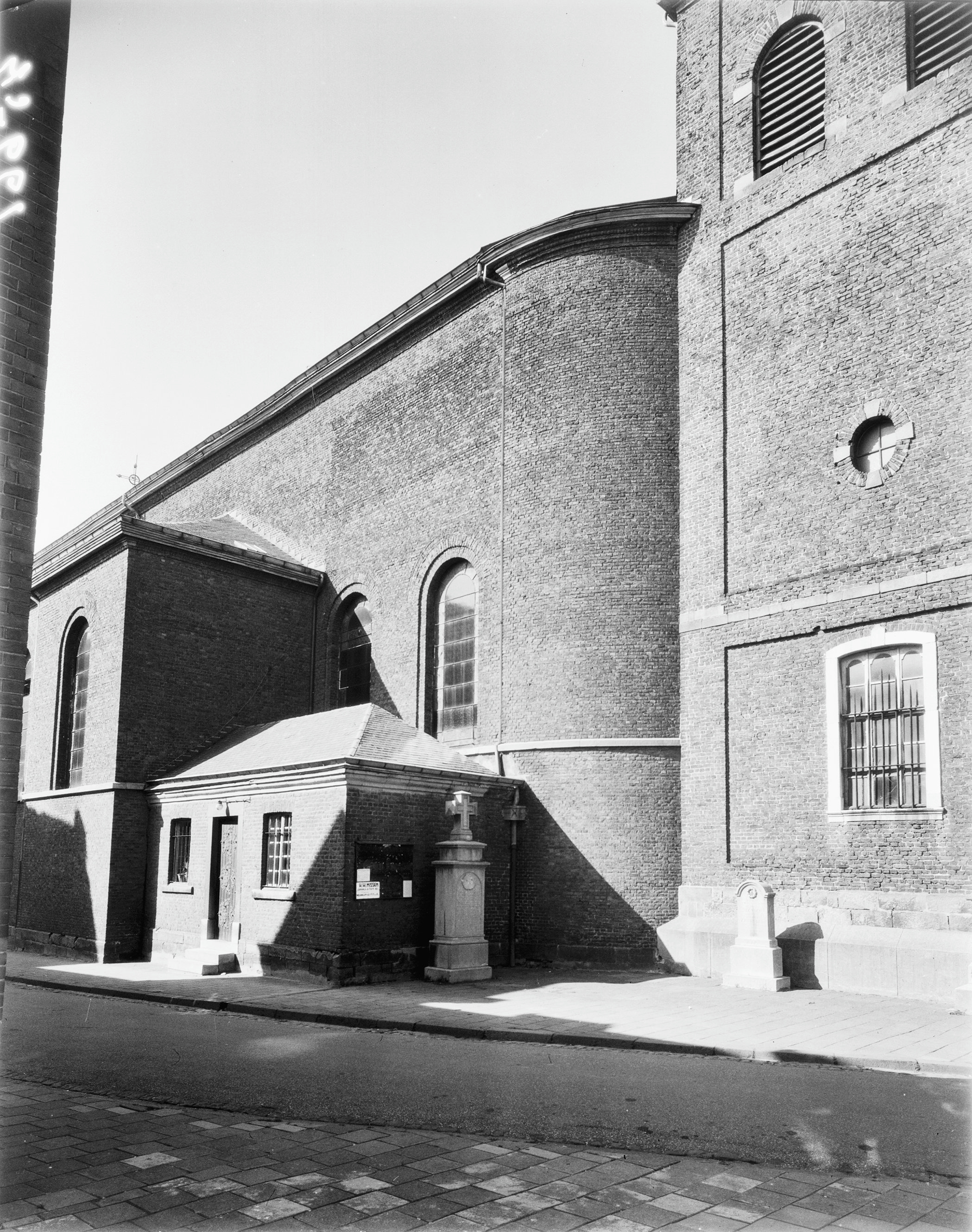
Zuidoosthoek
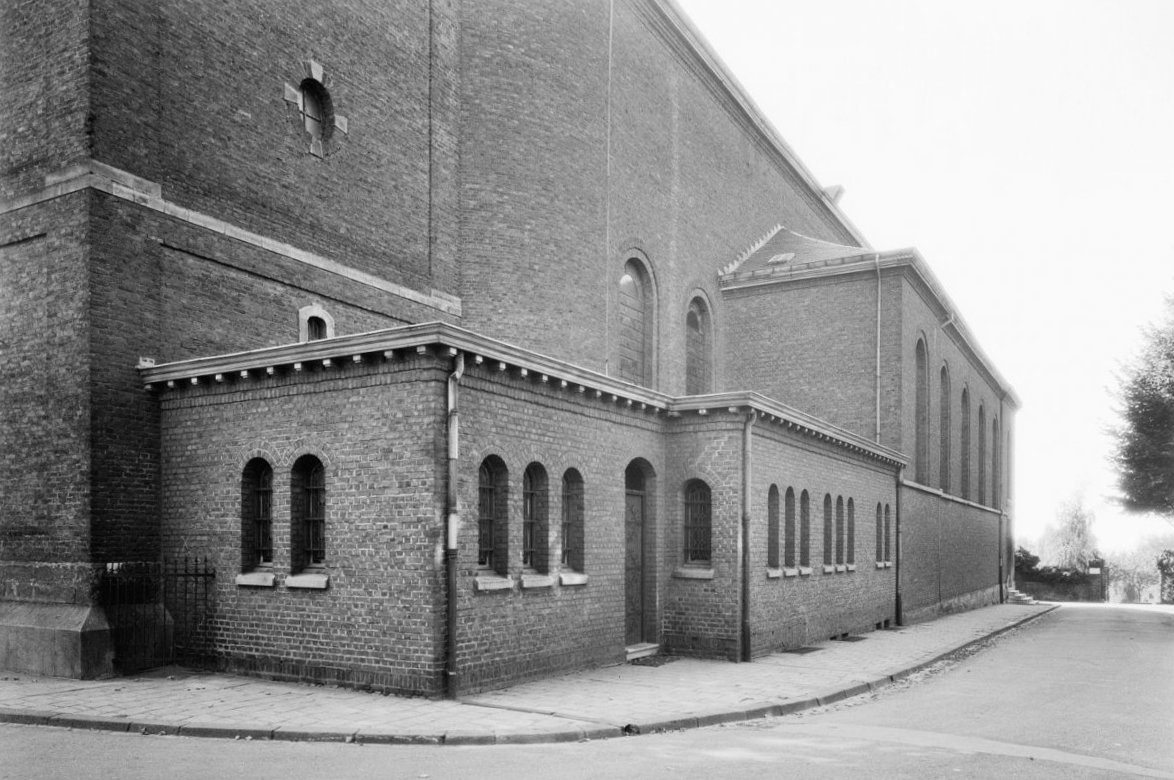
Noordoosthoek

### Interieur
Het interieur van de kerk houdt het midden tussen neocloassicisme en barok. Het hoofdaltaar is vormgegeven in een uitbundige Lodewijk XV-stijl. De zijaltaren dateren eveneens uit de 18e eeuw en zijn evenals het hoofdaltaar uit de middeleeuwse kerk afkomstig. De biechtstoel, met een portretmedaillon van koning David(?), is uitgevoerd in de stijl van de Luiks-Akense meubelstijl. De preekstoel uit 1857 is afkomstig uit het Roermondse atelier Cuypers-Stoltzenberg.
Het neobarokke kerkorgel uit 1847 is afkomstig van de Gebr. Müller uit de Duitse plaats Reifferscheid en werd in 1987 weer in oorspronkelijke staat gerestaureerd. Het bezit een hoofdwerk, positief en vrij pedaal.

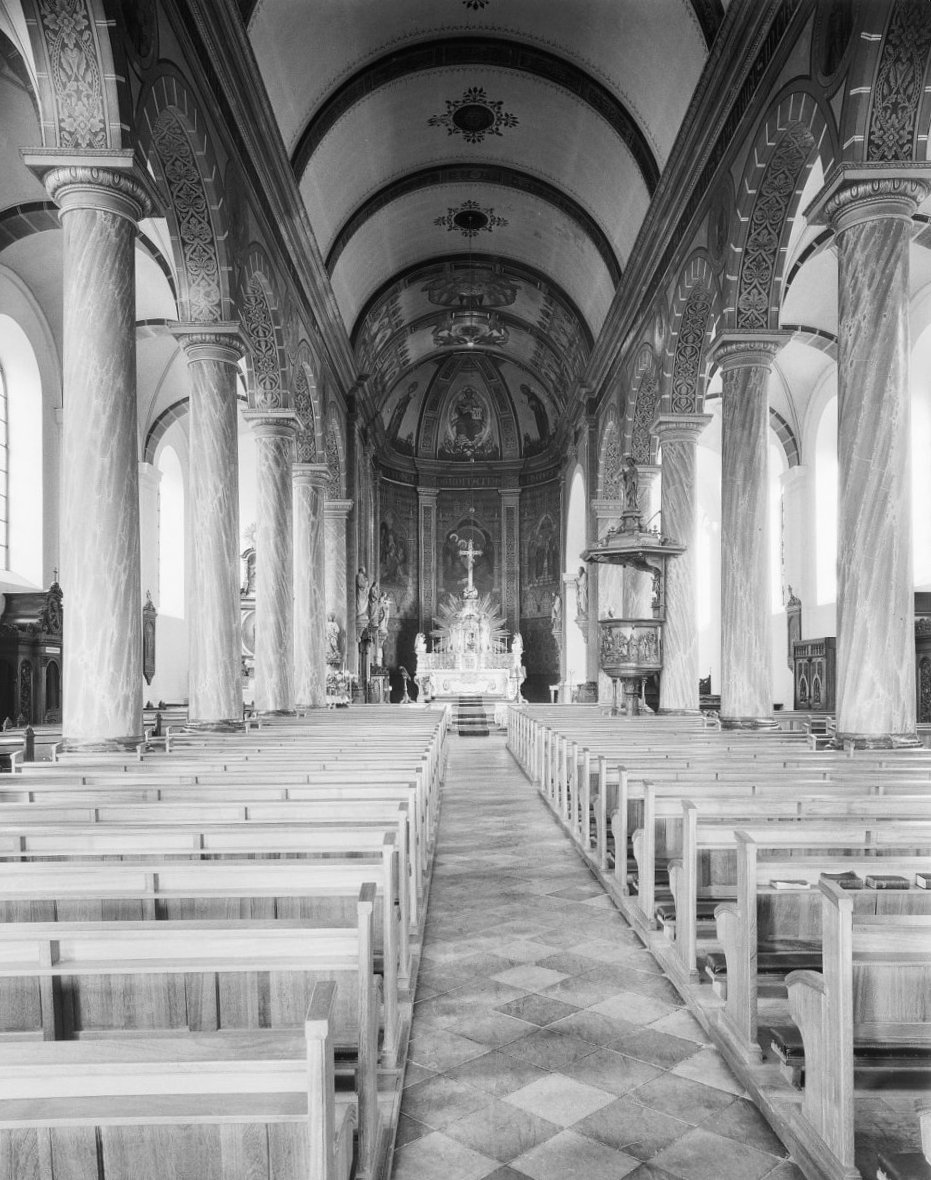
Zicht naar het koor
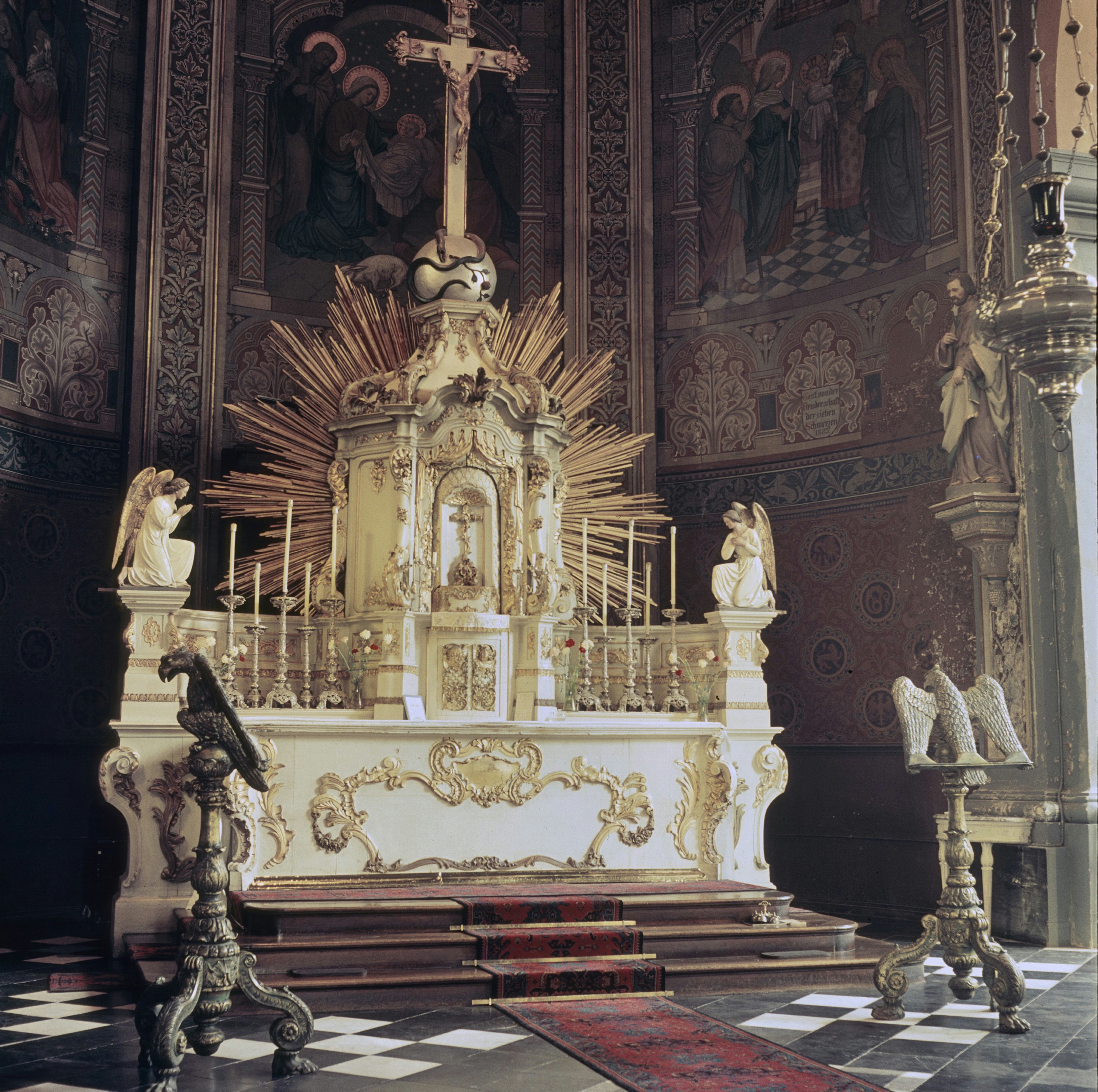
Barok hoofdaltaar
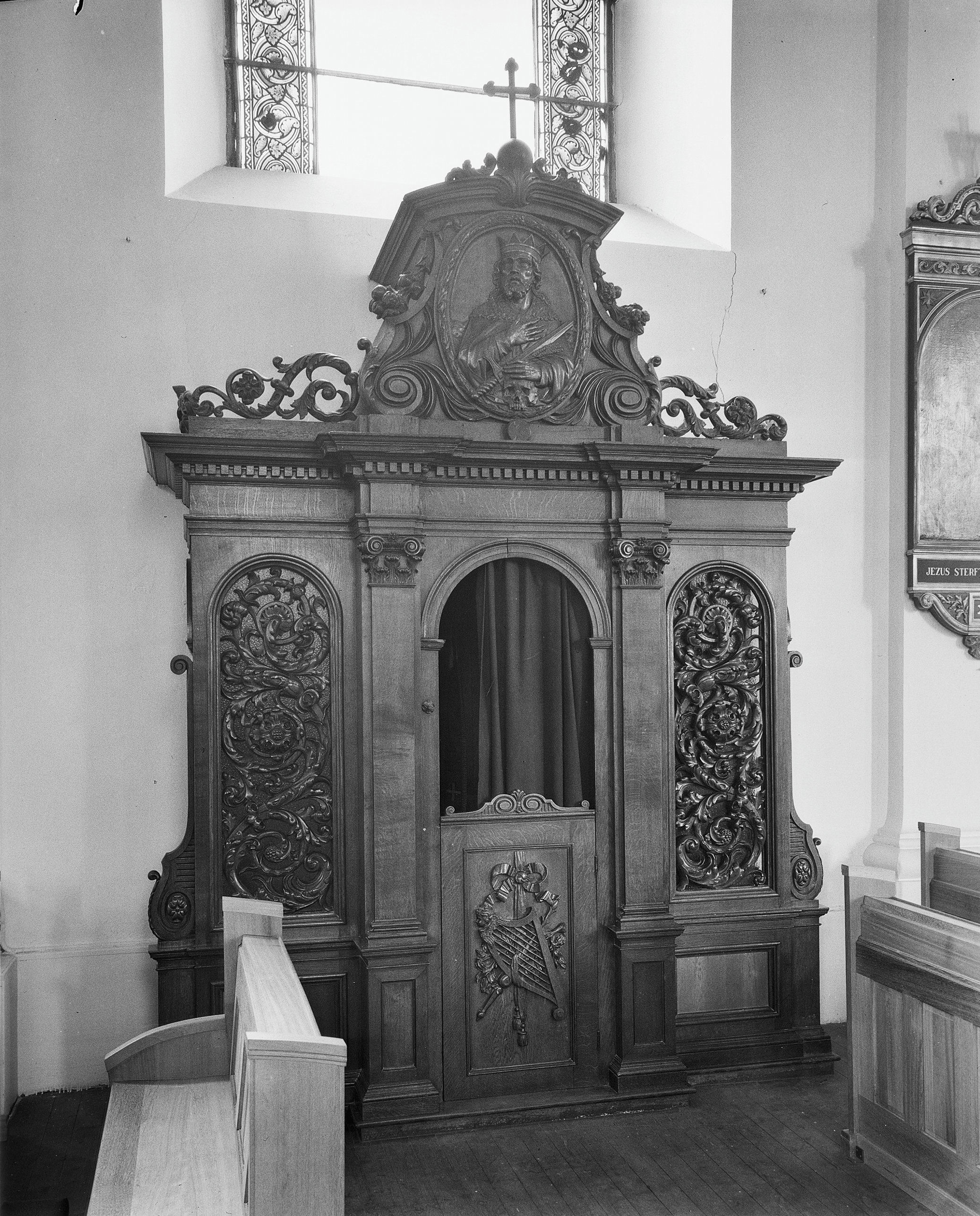
Barokke biechtstoel
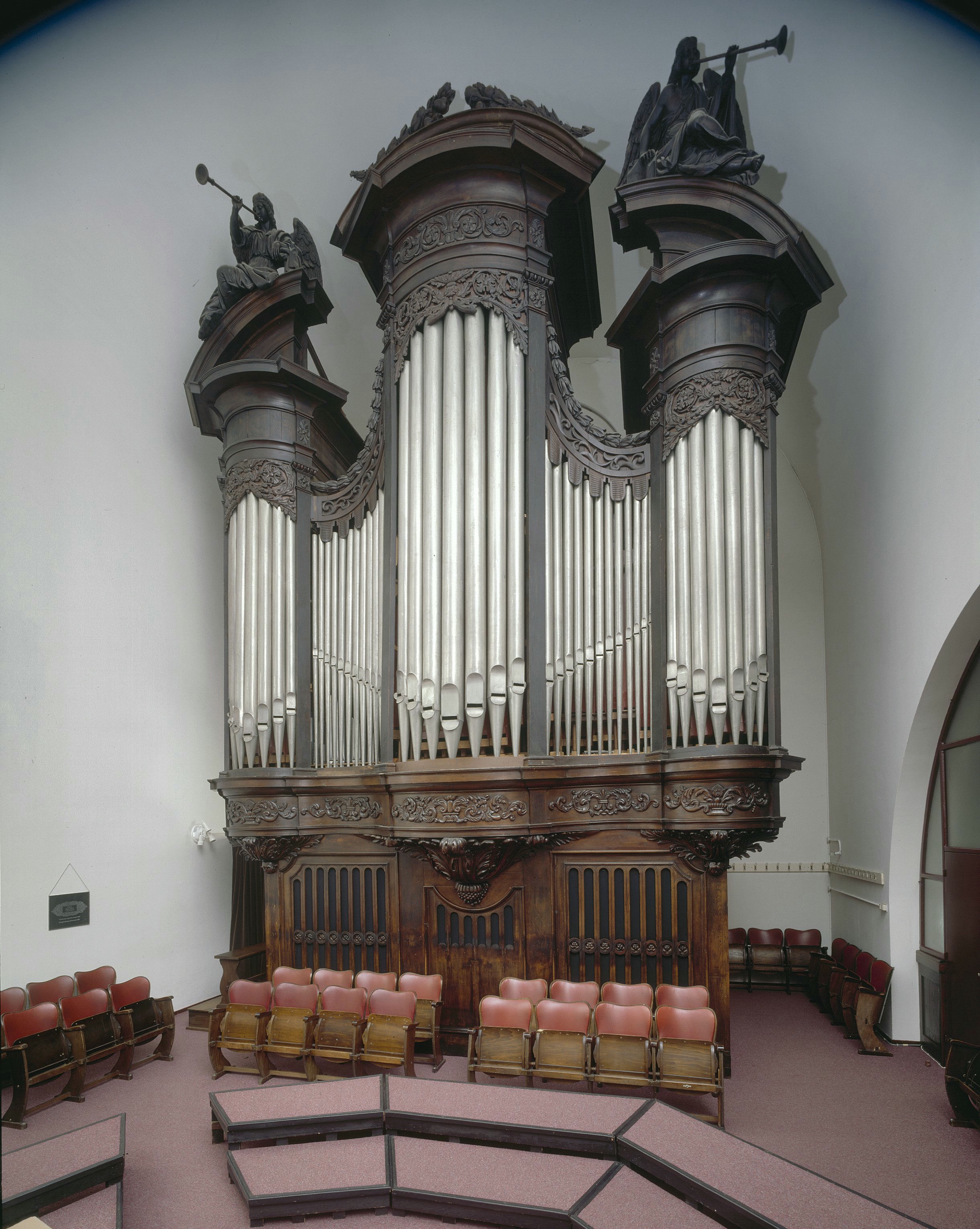
Neobarok kerkorgel